# 170

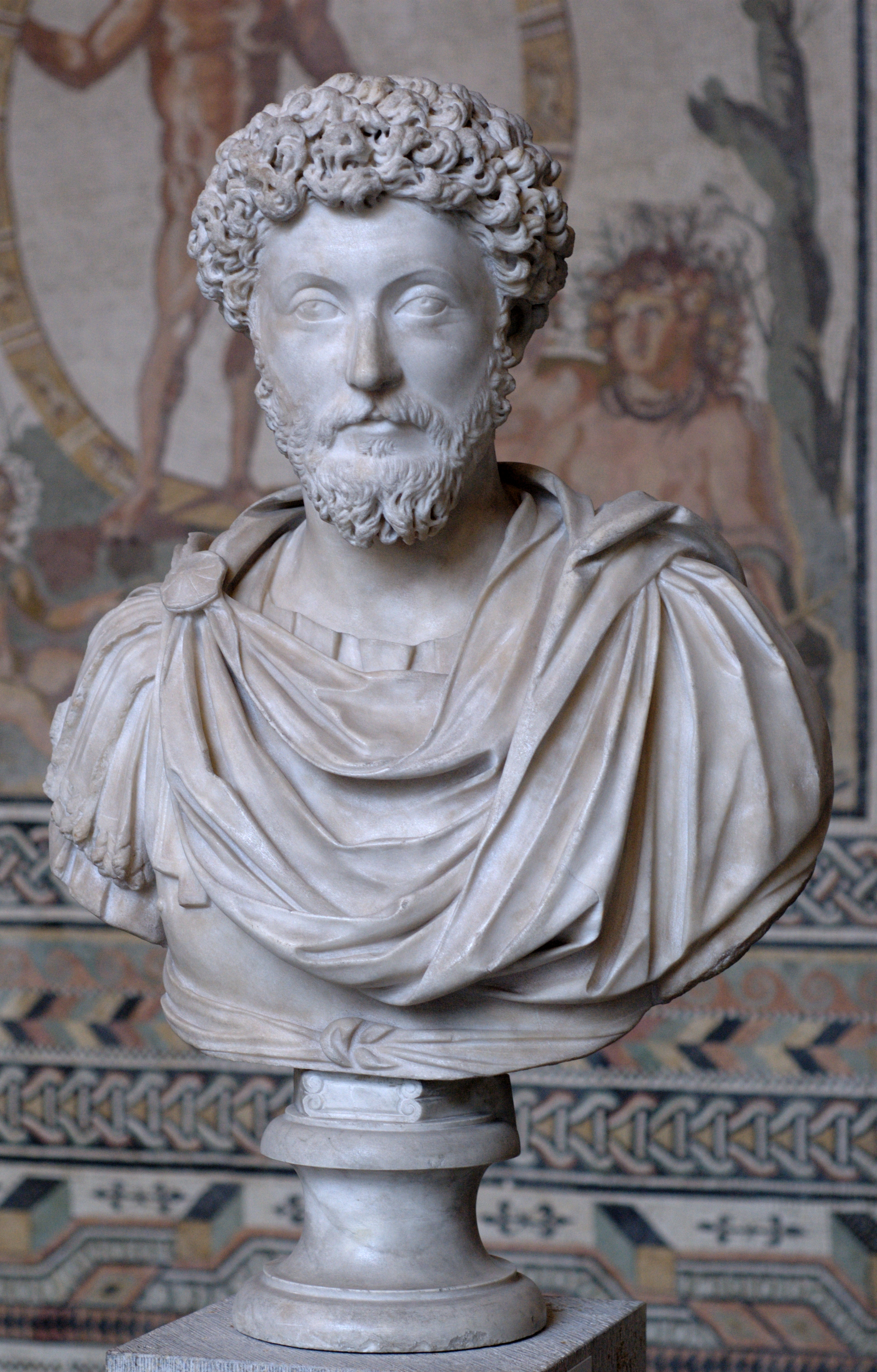
Keizer Marcus Aurelius (121 - 180)

Het jaar 170 is het 70e jaar in de 2e eeuw volgens de christelijke jaartelling.

## Gebeurtenissen

### Italië
- voorjaar - De Marcomannen, Quadi en Sarmatische Jazygen trekken over de Julische Alpen. Ze steken de Donau over in Noord-Italië, plunderen Oderzo en belegeren Aquileia, en verslaan het Romeinse leger bij Carnuntum (Pannonië). Duizenden gijzelaars worden als slaven meegevoerd.

### Balkan
- De Castubokken steken in Dacië de Donau over en voeren een plunderveldtocht in Thracië. Ze bereiken Eleusis (nabij Athene) en verwoesten het heiligdom van de Mysteriën van Eleusis.
- Keizer Marcus Aurelius schrijft in Sirmium, tijdens de veldtocht op de Balkan zijn eerste filosofische boekwerk: "Ta eis heauton" (Zelfbespiegelingen).

### Religie
- Ireneüs van Lyon formuleert de Twaalf Artikelen des Geloofs.
- Melito van Sardes betoogt in zijn geschrift "Paashomilie" aan de hand van Exodus 12 dat Jezus Christus het ware paaslam is. (waarschijnlijke datum)

## Geboren
- Julia Domna, keizerin en echtgenote van Septimius Severus (overleden 217)

## Overleden
- Marcus Cornelius Fronto, Romeins grammaticus en redenaar